# Остров Берха
Остров Берха — остров в островах Горбова архипелага Новая Земля. Административно принадлежит городскому округу Новая Земля Архангельской области России.

## Физическое расположение
Остров находится в Баренцевом море у северо-западного берега острова Северный и входит в группу островов Горбовы. Помимо острова Берха в группе имеются острова Большой и Малый Заячьи и остров Пичутина со станцией Архангельское, отделённые от острова Берха проливом Пахтусова.

## Описание острова
Остров вытянут с юго-запада на северо-восток. Высшая точка находится на северо-востоке и составляет 198 метров над уровнем моря.
На острове имеются небольшие реки, в основном текущие с юга на север. Озёра отсутствуют, имеется небольшой подболоченный участок. В 1910-х обнаружено несколько пещер.
У берегов острова имеется множество как надводных так и подводных валунов и скал. Крупнейшая бухта острова находится в центральной части западного побережья со стороны открытого моря. У крайнего юго-западного берега имеется малый безымянный остров.
Крайняя северная точка острова — мыс Крушения, крайняя южная — мыс Промерный. На мысе Крушения Георгием Седовым поставлен большой мореходный знак.
На восточном берегу, в центральной части побережья, имеется жильё.

### Пещеры острова
Большинство пещер и гротов находятся на северо-западном берегу острова. Они образованы путём размыва морским прибоем сланцев пермско-каменноугольной формации, составленных почти из одних органических остатков. Крупнейшая пещера, длиной 110—120 метров, находится юго-западнее мыса Крушения и тянется с северо-востока на юго-запад. Высота пещеры 12-15 метров, её дно залито небольшим ледником. Пещера-тоннель проходит под углом в 45° от берегового склона к высокому плато. Зимой верхний вход почти полностью занят ледником, проходящим через всю пещеру. Первым исследователем пещеры был Георгий Седов в ходе экспедиции 1912—1914 годов.

## Исторические сведения
Остров был назван Ф. П. Литке в августе 1822 года в честь русского историка и географа Василия Николаевича Берха.
21 июля 1835 года вблизи острова был раздавлен льдами экспедиционный карбас Петра Пахтусова «Казаков». Спасшиеся на двух шлюпках высадились на острове и разбили лагерь. Экспедиция спасена кемскими промышленниками.
В 1913 году, в период с 22 апреля по 5 мая, исследуя группу островов Горбовых Г. Я. Седов открыл на мористом берегу острова несколько пещер.
В 1957 году Л. С. Либрович опубликовал свою работу по изучению визейских аммоноидей. В ней он описал новый вид, найденный в отложениях на острове Берха — Kazak-hoceras hawkinsi (Moore, 1930). Также на острове обнаружены ископаемые аммоноидеи генозоны Beyrichoceras-Goniatites и Hypergoniatites-Ferganoceras.